# Ashley McKenzie
Ashley McKenzie (ur. 17 lipca 1989) – brytyjski i jamajski judoka. Czterokrotny olimpijczyk. Zajął dziewiąte miejsce w Rio de Janeiro (2016) i Paryżu (2024); siedemnaste w Londynie (2012) i Tokio (2020). Walczył w wadze ekstralekkiej.
Siedemnasty na mistrzostwach świata w 2010; uczestnik zawodów w 2009, 2011, 2013, 2014, 2017, 2018, 2019, 2021 i 2024. Startował w Pucharze Świata w latach 2009–2015, 2019 i 2023. Triumfator igrzysk Wspólnoty Narodów w 2014 i 2022, gdzie reprezentował Anglię. Brązowy medalista mistrzostw Europy w 2013 i 2018; piąty w 2014. Trzeci na mistrzostwach Wspólnoty Narodów w 2008 roku.
Od 2023 roku reprezentuje Jamajkę.

## Letnie Igrzyska Olimpijskie 2012
| Konkurencja | Eliminacje              | Klas. końcowa |
| Konkurencja | Przeciwnik I            | Miejsce       |
| ----------- | ----------------------- | ------------- |
| 60 kg       | Hiroaki Hiraoka (JPN) P | 17.           |

## Letnie Igrzyska Olimpijskie 2016
| Konkurencja | Eliminacje              | Eliminacje             | Klas. końcowa |
| Konkurencja | Przeciwnik I            | Przeciwnik II          | Miejsce       |
| ----------- | ----------------------- | ---------------------- | ------------- |
| 60 kg       | Betkil Szukwani (TUR) Z | Jełdos Smietow (KAZ) P | 6.            |

## Letnie Igrzyska Olimpijskie 2020
| Konkurencja | Eliminacje               | Klas. końcowa |
| Konkurencja | Przeciwnik I             | Miejsce       |
| ----------- | ------------------------ | ------------- |
| 60 kg       | Kəramət Hüseynov (AZE) P | 17.           |